# Дом со львами на Пушкинской, 33
Дом со львами расположен на Пушкинской улице, 33 в Киеве. Характерный образец доходных домов Киева конца XIX века.
Приказом Главного управления охраны культурного наследия № 10/38-11 от 25 июня 2011 года поставлен на учёт памятников архитектуры и градостроительства.

## Строительство и использование здания

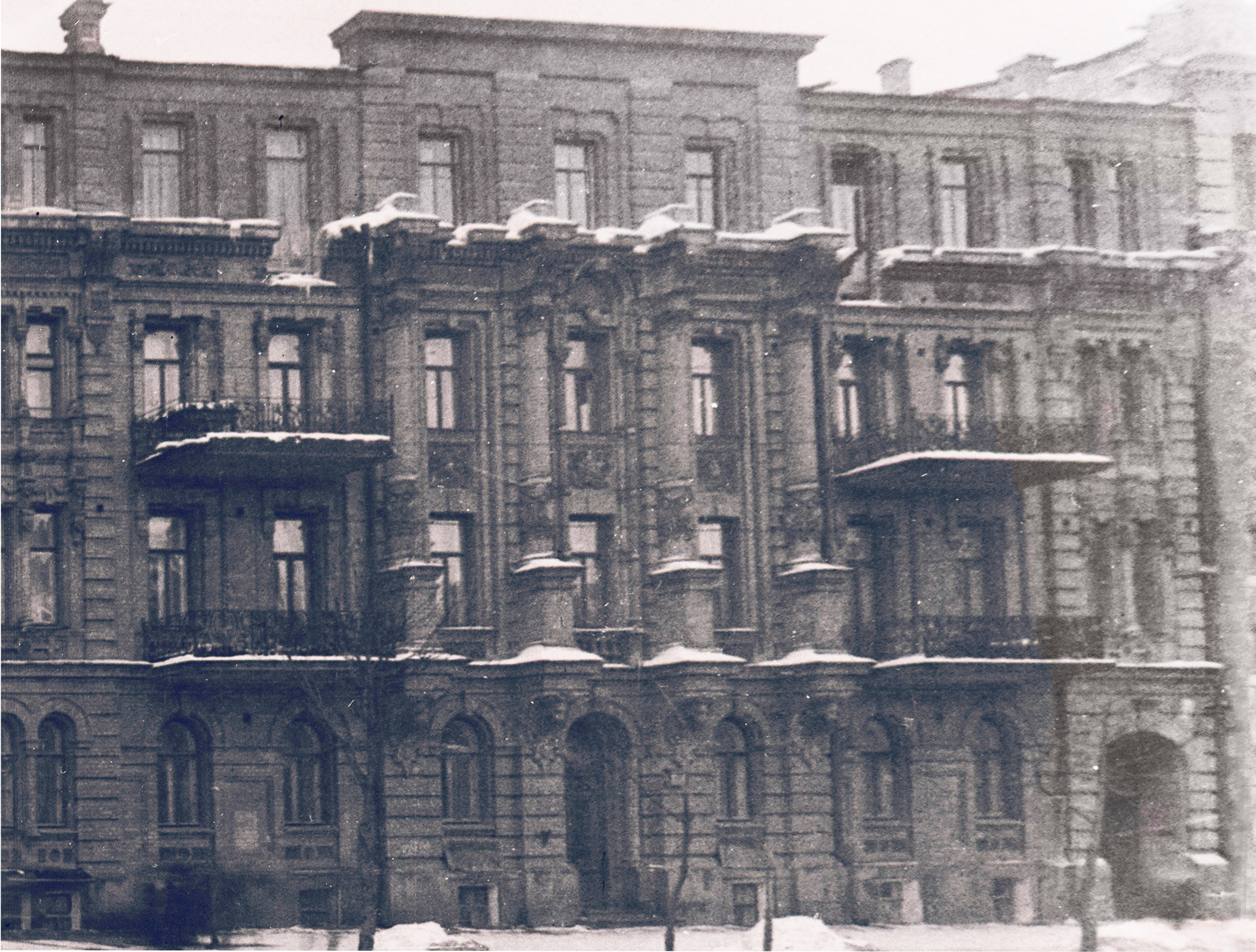
Дом на фото ок. 1934 года

Участок принадлежал Дарье Павловой, жене начальника Киевского жандармского управления генерал-лейтенанта Александра Павлова. После своей отставки генерал заказал у военного инженера Николая Чекмарева проект на сооружение трехэтажного с полуподвалом дома. После смерти Павлова в 1909 году дом унаследовали его потомки.
В 1922 году дом национализировали большевики.
По состоянию на 2019 год фасад здания искажен стеклянными балконами, кондиционерами и вывесками коммерческих учреждений. Первый этаж и полуподвал занимают магазины.

## Архитектура

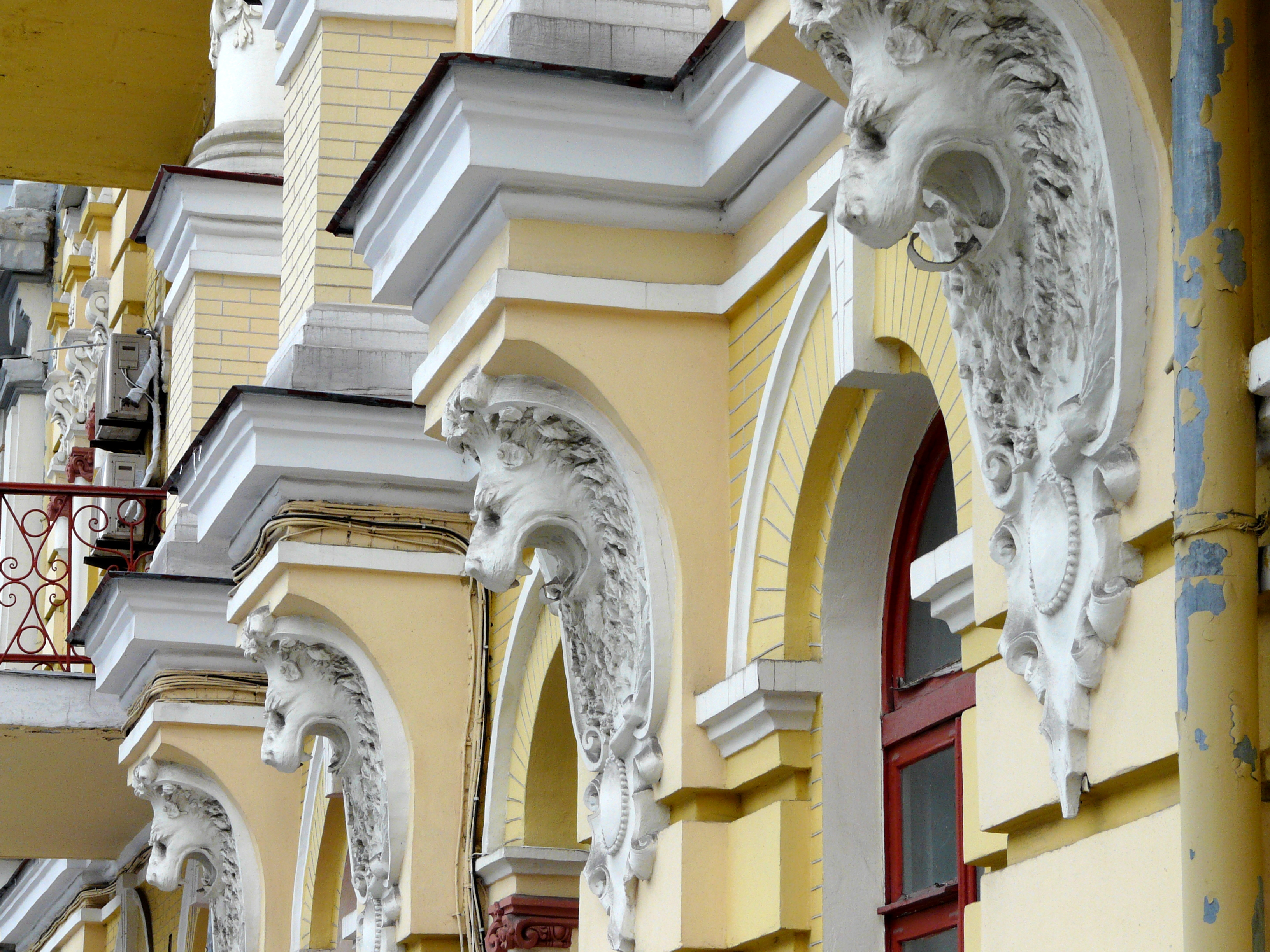
Декор

Четырёхэтажное, односекционное, кирпичная, оштукатуренное сооружение имеет мансарду, плоские перекрытия и двускатную жестяная крыша
Решен в стиле историзма с неоренессансними элементами.
Главный фасад имеет симметричную композицию, украшен рустом.
Четыре полуколонны коринфского ордера с декоративными картушами опираются на пьедесталы с кронштейнами. Сверху на уровне четвёртого этажа — скульптурные вазы на каждой из полуколонн.
На уровне первого этажа — кронштейны полуколонн, декорированные львиными маскаронами.
Фасад украшен лепниной, картушем с инициалами владельца дома, балконы — коваными металлическими решетками.
Окна первого этажа — полуциркульные, другие — прямоугольные из замковым камнем.
Над окнами второго этажа — филенки под ними — лепные вставки.
Парадная лестница расположена в центре. Сторона — арка проезда с коваными воротами.

## Галерея

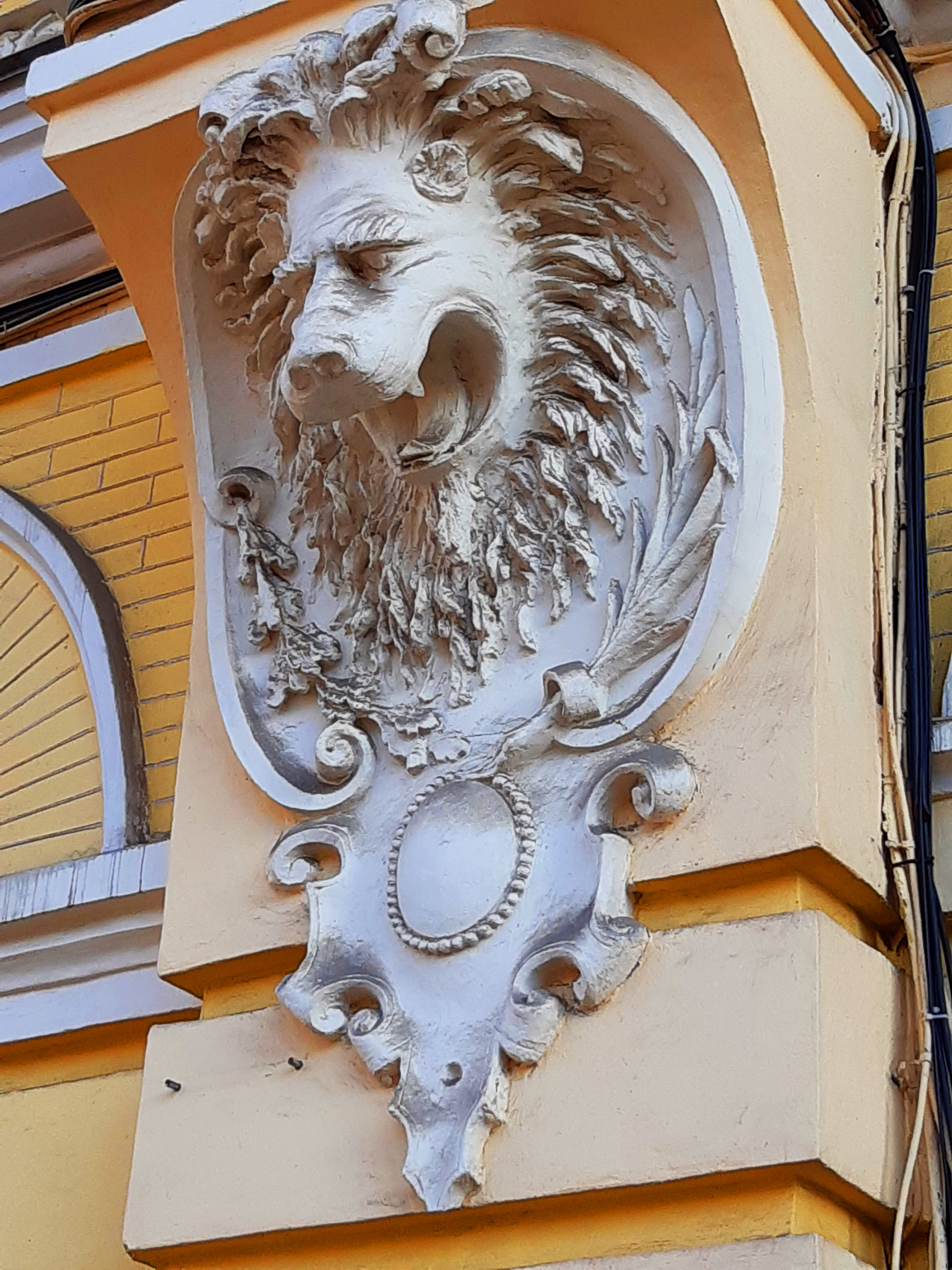
Львиный маскарон
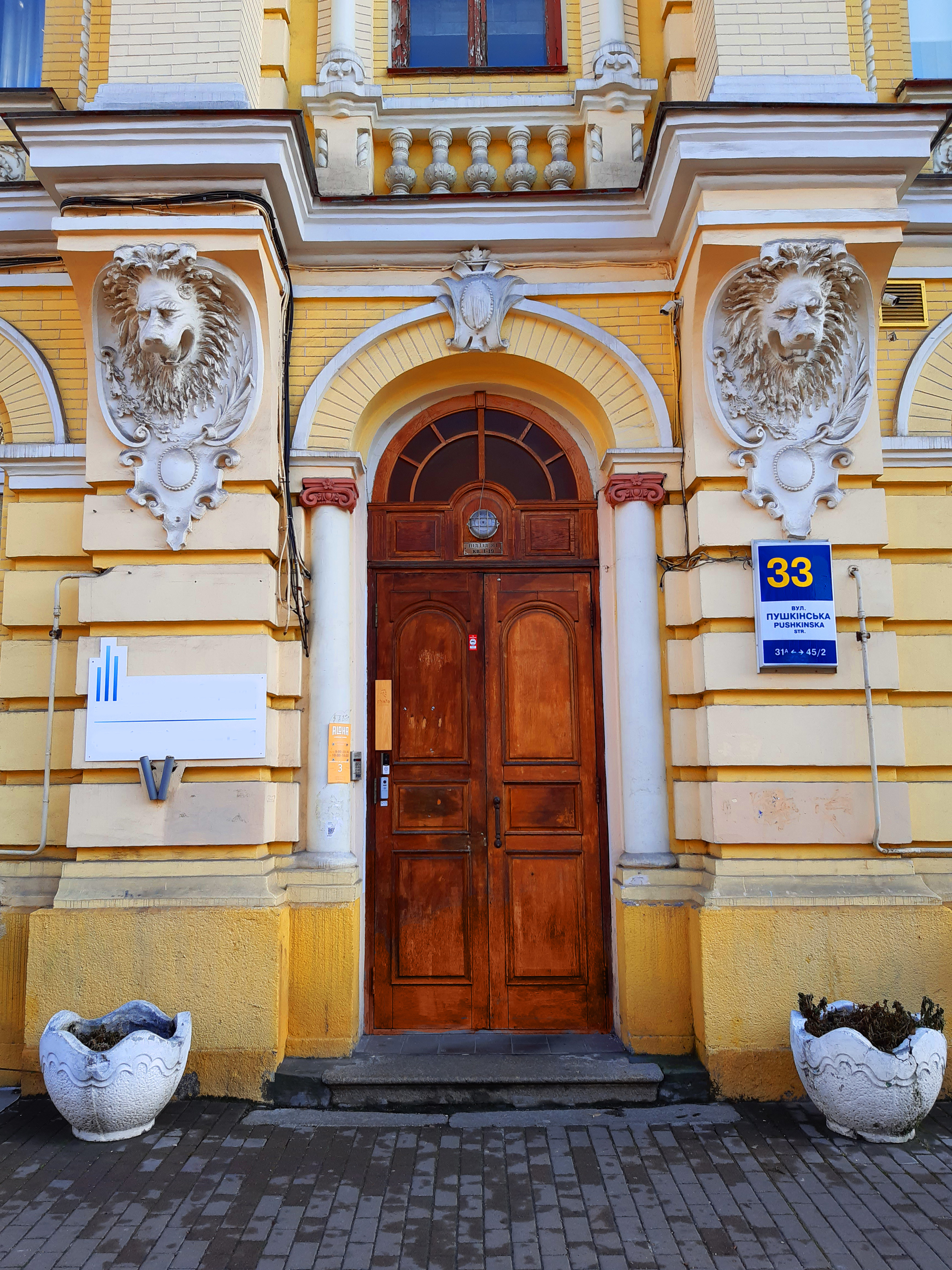
Портал
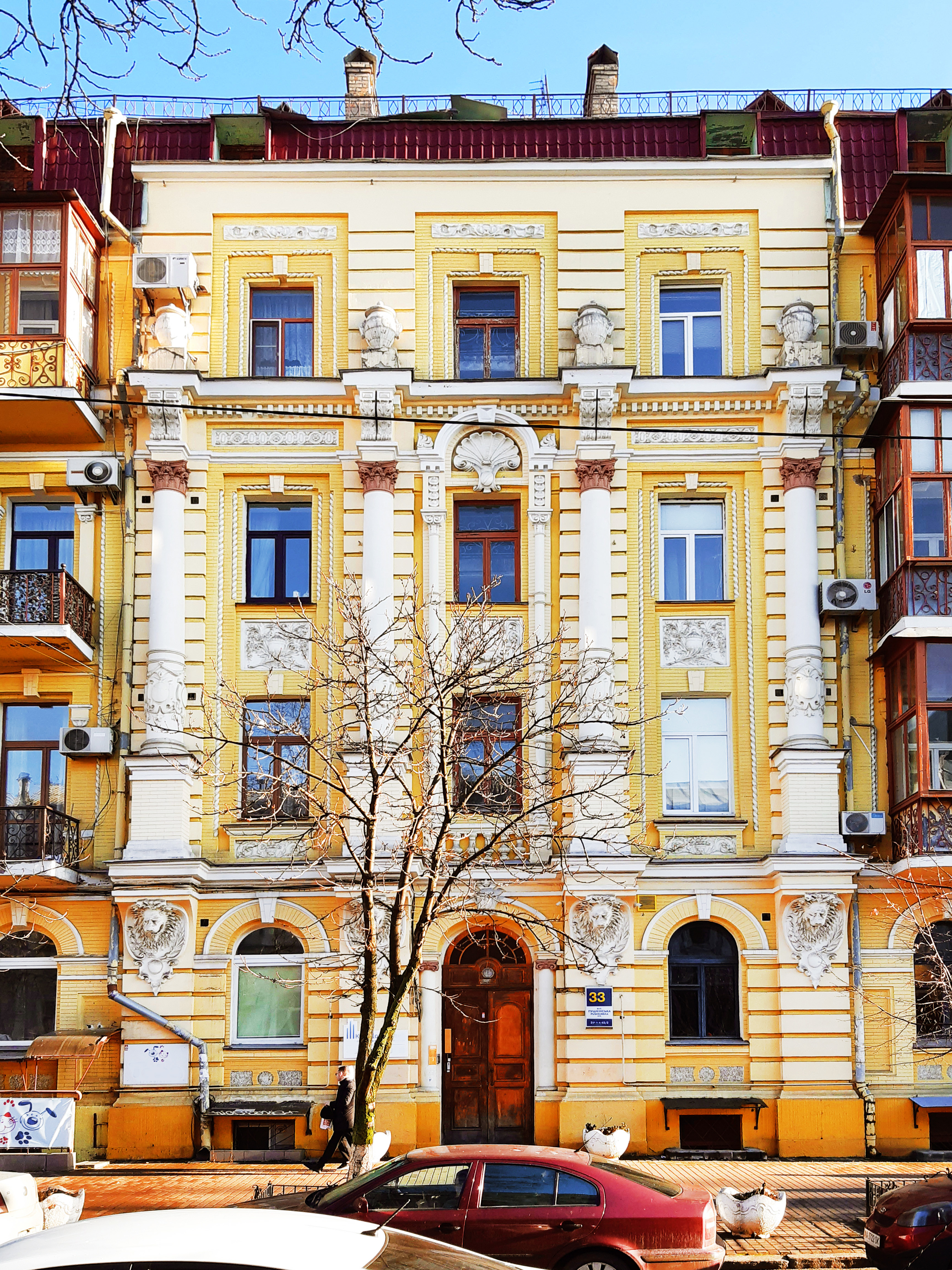
Фасад